# Danny Batth
Daniel Tanveer Batth, detto Danny Batth (Brierley Hill, 21 settembre 1990), è un calciatore inglese, difensore del Blackburn.

## Palmarès

### Club

#### Competizioni nazionali
- Football League One: 1

Wolverhampton: 2013-2014
- Football League Championship: 1

Wolverhampton: 2017-2018